# Ейзенстейн (Вісконсин)
Ейзенстейн (англ. Eisenstein) — місто (англ. town) в США, в окрузі Прайс штату Вісконсин. Населення — 625 осіб (2020).

## Демографія
Згідно з переписом 2010 року, у місті мешкало 630 осіб у 294 домогосподарствах у складі 193 родин. Було 565 помешкань
Расовий склад населення:
| - 99,4 % — білих - 0,3 % — корінних американців - 0,2 % — азіатів |

До двох чи більше рас належало 0,2 %. Частка іспаномовних становила 1,4 % від усіх жителів.
За віковим діапазоном населення розподілялося таким чином: 15,6 % — особи молодші 18 років, 58,2 % — особи у віці 18—64 років, 26,2 % — особи у віці 65 років та старші. Медіана віку мешканця становила 51,4 року. На 100 осіб жіночої статі у місті припадало 112,8 чоловіків;  на 100 жінок у віці від 18 років та старших — 110,3 чоловіків також старших 18 років.
Середній дохід на одне домашнє господарство  становив 61 580 доларів США (медіана — 52 604), а середній дохід на одну сім'ю — 67 162 долари (медіана — 57 188). Медіана доходів становила 49 423 долари для чоловіків та 31 875 доларів для жінок. За межею бідності перебувало 4,5 % осіб, у тому числі 12,0 % дітей у віці до 18 років та 0,7 % осіб у віці 65 років та старших.
Цивільне працевлаштоване населення становило 312 осіб. Основні галузі зайнятості: виробництво — 23,1 %, освіта, охорона здоров'я та соціальна допомога — 17,0 %, мистецтво, розваги та відпочинок — 11,2 %, роздрібна торгівля — 8,7 %.